# Церковь Лазаря Четверодневного (Тамбов)
Церковь Лазаря Четверодневного (Лазаревская церковь) — православный храм, расположенный на Советской улице в Октябрьском районе города Тамбов, построенный в 1872 году. Храм относится к Тамбовскому городскому благочинию одноимённой епархии и митрополии. Носовская богадельня, в ансамбль которой входит Лазаревская церковь, является объектом культурного наследия, взятым под государственную охрану.

## История
В 1864 году в Тамбове была основана городская богадельня для призрения тяжело больных и сирот. Между 1869 и 1872 годами шло строительство четырёх кирпичных корпусов, осуществлённое на средства богатого тамбовского купца и благотворителя Андрея Носова (1814—1893). В одном из них разместилась домовая церковь с храмовой иконой «Воскрешение Лазаря». По своему внешнему виду и внутреннему убранству церковь была довольно скромной. Содержание церкви и богадельни зависело от процентов капитала, вложенного купцом Носовым на вечные времена в городской банк. После октябрьской революции в помещениях открылся дом престарелых, позже госпиталь, а затем аптека. В 1949 году в здании церкви был открыт детский кинотеатр «Комсомолец». После распада СССР в 90-е годы здание бывшего храма было возвращено Русской православной церкви. В храме были проведены крупные реставрационные работы, которые воссоздали иконостас, алтарь, прорубили западнын двери, установили купола. Существует проект сооружения колокольни.
В нынешнее время помимо храма в корпусах бывшей богадельни размещаются воскресная школа, магазины, жилые квартиры и различные учреждения.